# Alfred Götzl
Alfred Götzl (* 1877 in Hannover; † 1956 Neutral Bay, Australien) war ein jüdischer Unternehmer und Maschinenbauer.

## Leben
Alfred Götzls Vater Philipp Götzl hatte dem Industriellen Wilhelm Garvens bei der Gründung der Wiener Filiale der Gesellschaft für Pumpen- und Maschinenfabrikation W. Garvens geholfen und leitete die österreichischen Unternehmungen. Alfred Götzl wurde Ingenieur und erlangte eine führende Stellung in diesem Unternehmen. Mit dem Konstrukteur Felix erkannte er die Wichtigkeit, Flüssigkeiten aus größeren Tiefen zu pumpen. Nach Wilhelm Garvens Tod im Jahr 1913 schied auch sein Vater altersbedingt aus. Garvens Söhne nahmen Alfred Götzl als öffentlichen Gesellschafter in die Firma auf und betrauten ihn mit der Leitung der österreichischen Unternehmungen. Später wurde er Eigentümer des Werks.
Alfred Götzl heiratete Ella Pick und am 27. März 1914 wurde ihre Tochter Liselotte Margarete Götzl geboren. 1918 erwarben sie auf der Wiener Hohen Warte 36 jene Villa, die später österreichische „Präsidentschaftsvilla“ werden sollte.
Im Zuge der Arisierung hatte Ernst August Herzog zu Braunschweig und Lüneburg im Sommer 1938 1,5 Millionen Reichsmark für die österreichischen Garvenswerke geboten. Den Zuschlag erhielt jedoch im September der Großgrundbesitzer und Industrielle Georg Graf Schönborn-Buchheim, der sich 1941–43 Franz Magyar als wissenschaftlichen Berater holte. Der Großteil des Erlöses aus dem Zwangsverkauf von Werk und Villa ging auf Sperrkonten zugunsten des Dritten Reichs.
Die Familie Götzl emigrierte zunächst nach England, wo unter Goetzls Leitung Garvenspumpen von den Lighthouse Works produziert wurden. 1946 starb Ella in Birmingham. Spätestens 1952 war er nach Australien ausgewandert, wo seine Tochter den auch aus Wien stammenden Rudolf Ernst heiratete. Mit Schönborn-Buchheim schloss er einen Vergleich.